# Irische Küche
Die Irische Küche ist traditionell einfach und deftig im Sinne von Hausmannskost. Wichtige Produkte des Landes sind Lamm- und Rindfleisch, Geflügel, Eier, Butter und andere Milchprodukte, Forellen und Lachs sowie Krebse und Muscheln. Getreideanbau ist aufgrund der Feuchtigkeit nur in geringerem Umfang möglich, dem Gemüseanbau (vor allem Kartoffeln und Kohl) kommt jedoch eine große Bedeutung zu.

## Geschichte
Die irische Küche war seit Beginn der Besiedlung vor allem darauf ausgerichtet, die Bewohner ausreichend zu ernähren. Das Nahrungsangebot war lange Zeit nicht sehr reichhaltig. In der Geschichte Irlands kam es mehrfach zu großen Hungersnöten, und die Versorgung der Bevölkerung mit dem Nötigsten war nicht immer gewährleistet. Während der Großen Hungersnot in Irland zwischen 1846 und 1851, die durch Kartoffel-Missernten ausgelöst wurde, starben nach Schätzungen mehr als eine Million Menschen. Die Einwohnerzahl des Landes sank aus diesem Grund um bis zu 25 %. Weitere rund 1,5 Millionen Menschen wanderten aus und versuchten ihr Glück in Kanada, Australien, den USA und den Industriezentren Englands.

## Grundlagen der irischen Küche
Das wichtigste Getreide war lange Zeit Hafer, der zum Brotbacken und als Grundlage von Porridge verwendet wurde. Weizen wurde ebenfalls angebaut, war jedoch den Oberschichten vorbehalten. Helles Brot war ein Privileg der Wohlhabenden. Eine herausragende Rolle spielten seit jeher auch Milchprodukte. Frische Milch galt als wohlschmeckend und nahrhaft und wurde Gästen als Erfrischung serviert. Außerdem waren Butter, Quark und Käse wichtige Grundnahrungsmittel. Mit Wasser verdünnte Molke wurde vor allem in den Klöstern getrunken.
Fleisch stand bis ins 20. Jahrhundert hinein der Bevölkerungsmehrheit nur selten zur Verfügung und hatte den Status eines Luxuslebensmittels. Seit der Besiedelung Irlands wurden Rindfleisch und Lammfleisch gegessen, später kamen Schweinefleisch und Geflügel sowie Eier hinzu. An der Küste spielte naturgemäß auch Fisch eine wichtige Rolle, vor allem Schellfisch. Traditionell gehörten hier auch essbare Algen zu den Nahrungsmitteln (siehe Traditioneller Algenverzehr in Irland, Schottland und Wales). Die bekannteste Art ist Palmaria palmata (englisch dulse), die roh als Salat oder gekocht als Beilage zu Kartoffeln oder Brot gegessen wird. Porphyra (englisch sloke) wird gekocht und mit Butter und Gewürzen verfeinert als Gemüse zu Kartoffeln gegessen.
Die Kartoffel wurde Ende des 16. Jahrhunderts in Irland eingeführt und von allen Schichten gegessen. Durch das um 1600 einsetzende starke Bevölkerungswachstum hing die Ernährung sehr stark von Getreideprodukten ab. Steigende Getreidepreise führten dazu, dass die ärmeren Schichten zunehmend von Kartoffeln lebten. Die Missernten von 1845 bis 1848 führten zu einer großen Hungersnot mit vielen Todesopfern. Die irische Alltagskost besteht auch heute noch vor allem aus Kartoffeln, Gemüse, Fleisch, Milch, Brot und Butter.

## Mahlzeiten

### Frühstück

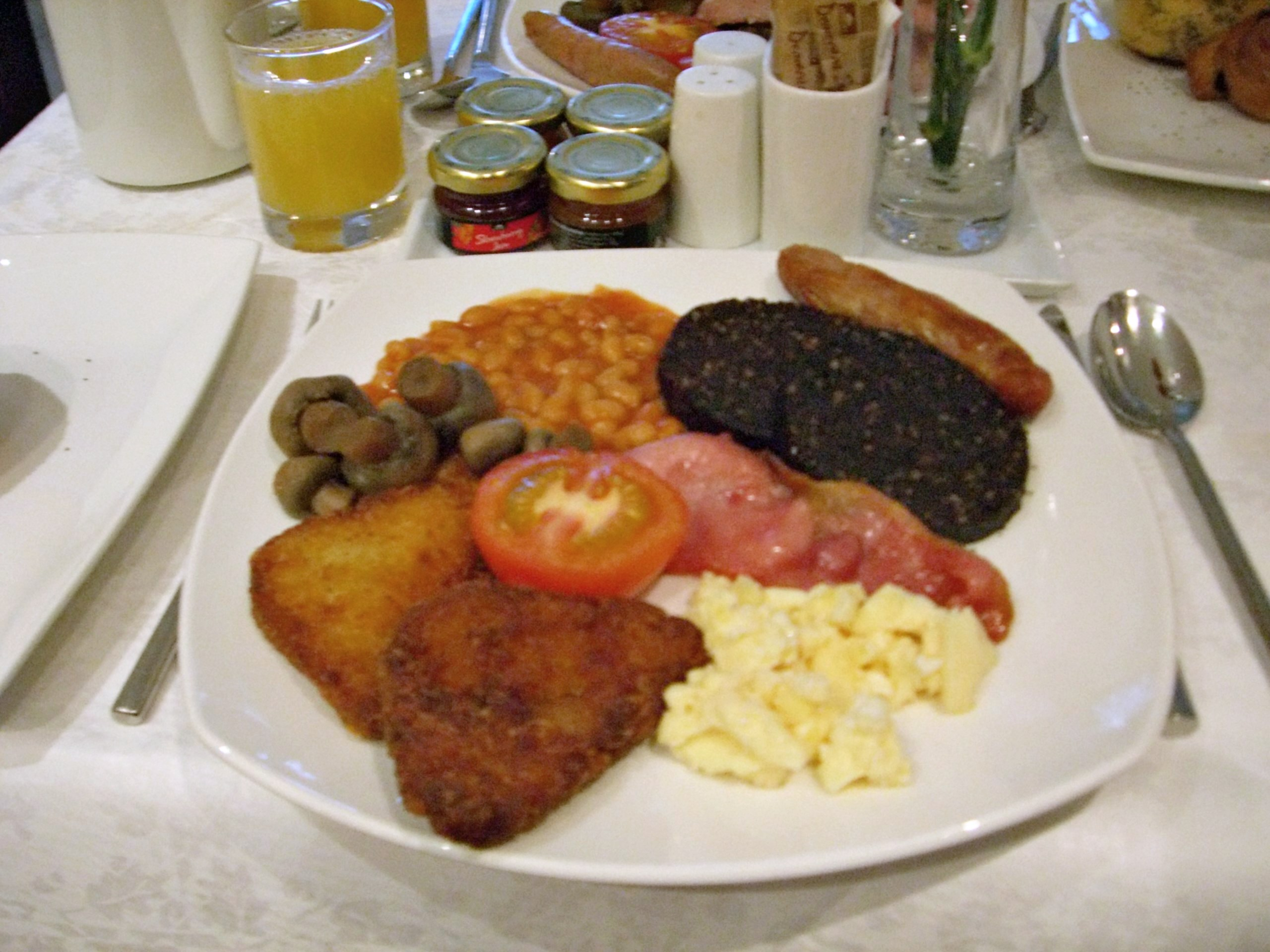
Volles Frühstück, wie es in Irland, aber auch England und Schottland angeboten wird

Ein traditionelles irisches Frühstück besteht aus Bacon (Speck) und Black & White Pudding  (Scheiben gebratener Blutwurst und/oder Leberwurst) sowie irischen Schweins-Würstchen. Dazu werden Eier (als Rühr- oder Spiegelei), Bratkartoffeln oder Soda Farls (Kartoffelpuffer), Pilze wie Champignons, gebackene Bohnen und gebratene Tomaten serviert. Toast in Form von Wheaten oder Farmhouse Soda Bread (ein dunkles, unfermentiertes Sodabrot), Butter und verschiedene Marmeladen runden das Frühstück ab. Sehr beliebt sind außerdem Scones, die man mit Butter, Marmelade, Honig oder Ahornsirup verspeist.
Getrunken wird zum Frühstück der irische Schwarztee (Irish Breakfast), eine malzige, Assam-basierte Teemischung, und Orangensaft. So wie in Großbritannien wird auch in Irland der Tee grundsätzlich mit Milch getrunken.
Die als „traditionell“ beworbene Mahlzeit wurde allerdings meistens nur von der höheren, englischen Gesellschaft eingenommen, da sich die irische Bevölkerung oftmals kein Fleisch leisten konnte. Auch heute wird das Frühstück eher nur von Touristen konsumiert, kaum von Iren.

### Hauptmahlzeit
Erst mit zunehmendem Wohlstand wurden der recht teure Fisch und andere Meeresfrüchte regelmäßige Bestandteile des irischen Speisezettels. Ernährungsgrundlage war und ist die Kartoffel. Auch in kleinen Läden finden sich bis zu zehn verschiedene Sorten. 
Rindfleisch wird als Steak, Roasts (Schmor- und Bratenstücke) und Stewing Beef (Gulasch) angeboten. Für Ausländer gewöhnungsbedürftig ist, dass in Irland auch preiswertere Fleischteile, die sich aufgrund eines höheren Bindegewebsanteils eigentlich nicht zum Kurzbraten eignen, in Scheiben geschnitten als Round Steak angeboten werden. Diese werden oftmals mechanisch bearbeitet, um sie zarter zu machen (tenderised). 
Schweinefleisch wird ungepökelt vorwiegend als Schweinefiletmedaillon (Pork Steak) und Lende (Pork Loin) angeboten. Alle anderen Teile des Schweins werden gepökelt und als Speck (Bacon) und Schinken (Ham) angeboten. Etwa 20 % des in Irland verzehrten Fleisches ist Lammfleisch, wobei auch Innereien vom Lamm wie Leber und Nieren gerne verarbeitet werden. Hausgeflügel (Huhn und Truthahn) hat ebenfalls einen großen Anteil an der irischen Ernährung, wobei Truthahn im ganzen gebraten (Roast Turkey) traditionell an Festtagen zubereitet wird, wenn sich Familie und Verwandte zum gemeinsamen Festmahl treffen.
Zum Stew (Eintopf), Steak oder Roast werden in der Regel Kartoffeln (in Form von Bratkartoffeln, Ofenkartoffeln, Pommes frites oder Kartoffelpüree) gereicht. Dazu gibt es Gemüse – Erbsen, Karotten, Lauch, Pastinaken, Steckrüben und verschiedene Kohlsorten – sowie Brot und Butter. Zu Weihnachten wird traditionell Rosenkohl als Gemüsebeilage gereicht. Kopf- und andere Blattsalate werden in der Regel mit Essig und Öl angemacht. Zu einem Salatteller gehören auch Coleslaw (mit Mayonnaise angemachter Krautsalat), Kartoffelsalat (mit Frühlingszwiebeln, Essig und Mayonnaise angemachtes, kalt serviertes Kartoffelpüree) sowie rohe und eingelegte Gemüse (vor allem Rote Bete).
Irische Suppen zeichnen sich durch eine dicke, fast breiartige Konsistenz aus und sind meist püriert. Klassische Suppen sind Gemüsesuppen, Hühnersuppe und Rindfleischsuppe, wobei klare Suppen in Irland unbekannt sind.

## Getränke
Während des Mittelalters waren Milch und Molke die wichtigsten Alltagsgetränke, während Bier ein festliches Getränk war. Das höchste Prestige hatte jedoch Met aus fermentiertem Honigwasser.
Zum Essen gibt es Mineralwasser oder Lagerbier. Ein dunkles herbes Stout, in der Regel Guinness, wird abends im Pub getrunken und nicht zu den Mahlzeiten. Dort wird auch Smithwicks oder Kilkenny serviert, ein malzig schmeckendes Ale, oder Cider.
Der irische Whiskey hat eine mindestens eben so lange Tradition wie der noch berühmtere Scotch. Auch in Irland werden Single Malts gebrannt. Nachgewiesen ist die Whiskey-Herstellung seit dem 13. Jahrhundert.
In Irland wird auch Poitín getrunken, hierbei handelt es sich um schwarzgebrannten Whiskey (seltener auch Kartoffelschnaps, ähnlich dem Wodka), der je nach Herkunft entweder eine gute Qualität aufweist oder nur bedingt genusstauglich ist. Im 19. Jahrhundert ist Tee das wichtigste Alltagsgetränk der Iren geworden, ebenso wie in England.

## Spezialitäten
Irish Stew, das traditionelle, mit Kümmel gewürzte Eintopfgericht aus Kartoffeln, Karotten, Zwiebeln und Hammel- oder Rindfleisch, wird in Irland heute nicht mehr so häufig gegessen.
Colcannon ist ein Eintopf aus Kartoffeln und Grünkohl.
Die gehobene Küche der Restaurants ist mittlerweile stark von anderen Küchen beeinflusst, darunter die französische und die italienische. Das in der hohen Gastronomie verwendete Lamm- und Rindfleisch stammt aus Freilandhaltung. Die gehobene irische Küche ist heute bekannt für ihre Meeresfrüchte: Austern, Venusmuscheln, Jakobsmuscheln, Hummer, Krabben und zahlreiche Süß- und Salzwasserfische. Vor allem der irische Lachs ist beliebt. Lachs wird sowohl gegrillt als auch pochiert und geräuchert.
Zur Konservierung werden frisch gelegte Eier mitunter mit Butter eingerieben. Das versiegelt die poröse Eierschale und verhindert das Austrocknen sowie das Eindringen von Krankheitserregern. So konserviert sind Buttered eggs bis zu sechs Monate lang haltbar.
Der Kuchen Gur cake wird der irischen Küche, speziell Dublins, zugeschrieben.